# Fuerza Amarilla Sporting Club
Fuerza Amarilla Sporting Club ist ein 1999 gegründeter ecuadorianischer Fußballverein aus Machala, El Oro, der zurzeit in der Serie A spielt.

## Geschichte
Fuerza Amarilla wurde 1999 von José Aroca gegründet. Der Verein stieg erstmals 2015 in die Serie B, die zweite ecuadorianische Liga, auf. Dort schaffte der Verein nach nur einer Spielzeit den Aufstieg in der Serie A.
In der ersten Spielzeit in der ersten Liga belegte Fuerza Amarilla den achten Platz und qualifizierte sich somit direkt für die Copa Sudamericana 2017. Dort erreichte der Klub nach dem Sieg über den chilenischen Vertreter CD O’Higgins die zweite Runde, in der dann gegen den kolumbianischen Hauptstadtklub Independiente Santa Fe Endstation war. In der Saison 2017 stieg Fuerza Amarilla dann aber als Letzter wieder in die zweite Liga ab. Zwar schaffte der Verein 2018 den direkten Wiederaufstieg, doch Fuerza Amarilla musste sofort wieder als Tabellenletzter der Serie A absteigen. In der Serie B stieg der Klub aus Machala erneut ab und spielt daraufhin in der Segunda Categoría, der dritten Liga Ecuadors.

## Stadion
Fuerza Amarilla absolviert seine Heimspiele im Estadio 9 de Mayo. Das Stadion wurde 1955 eingeweiht und hat eine Kapazität von etwa 16.500 Plätzen.

## Erfolge
- Vizemeister der Serie B: 2015
- Vizemeister der Segunda Categoría: 2014
- Teilnahme an der Copa Sudamericana: 1×

2017: 2. Runde

## Trainer
- Ángel Gracia (Oktober 2016–März 2017)[4]